# Incesticide
Incesticide ist eine Sammlung von B-Seiten, Studio-Outtakes und raren Songs der US-amerikanischen Rockband Nirvana. Es wurde am 14. Dezember 1992 über Geffen veröffentlicht.
Die Kompilation entstand in Zusammenarbeit von Geffen mit Sub Pop, die über einen Großteil der unveröffentlichten Songs lizenzrechtlich verfügten, weil die meisten Songs in deren Vertragslaufzeit bis 1991 entstanden waren.

## Bedeutung
Die Band öffnete mit dem Album Nevermind und ihren Hitsingles (u. a. Smells Like Teen Spirit) zahlreichen Bands die Tür und läutete damit die als 90er-Jahre-Grunge-Rock-Welle bezeichnete Musikära ein. Ein neues Lebenskonzept und darin sich verwirklichende neue Sounds wurden somit einer großen Menge Menschen zugänglich und somit massenkompatibel. Nirvana als Wegbereiter dieser neuen kulturpolitischen Ausdrucksform konnten jedoch mit Bleach nur ein zusätzliches Album vorweisen.
Es musste also ein dringliches Anliegen der Plattenfirma Geffen sein, möglichst viele Kunden an das eigene Kulturprodukt „Nirvana“ zu binden. An ein Nachfolgealbum konnte aufgrund der weltumspannenden Tournee und Promotionterminen jedoch noch nicht gedacht werden. Incesticide erschien aus wirtschaftlichen Gründen. Das zwischen Nevermind und In Utero geschobene Album verfolgte das Ziel des Labels, Marktanteile zu sichern und die Fans sprichwörtlich „bei der Stange zu halten“. Schließlich war die Zeit geprägt von wöchentlich neu angekündigten neuen hoffnungsvollen „Newcomern“. Als jene galten Nirvana seinerzeit ebenso wie auch die neu unter Vertrag genommenen Bands von Sony Music (Pearl Jam – Alive, Mudhoney – Let It Slide), EMI (Radiohead – Creep, Smashing Pumpkins – Disarm), Atlantic Records (Melvins – Hag Me) oder Universal Music (Soundgarden – Spoonman), die einen nicht minder relevanten Erfolg feierten. Kurt Cobain geht in seinen Linernotes unter anderem auf den Erfolg seiner Band ein; die Linernotes sind aber nicht in allen CD-Ausgaben (und keiner LP- oder Kassetten-Ausgabe) dabei, neuere Pressungen lassen sie alle weg.

## Produktion
So vielseitig die an den einzelnen Songs beteiligten Produzenten dieser Raritäten-Compilation waren, so vielseitig waren auch die auf Incesticide vertretenen Stücke, die in einer Spanne von vier Jahren entstanden. Darunter findet sich ein Großteil des mit Jack Endino produzierten Materials im Rahmen der Aufnahmen für die ersten Singles und das erste Album (Sliver, Mexican Seafood, Hairspray Queen u. a.), ein Überbleibsel der ersten „Nevermind“-Aufnahmen (Dive) und weitere sich in der Zwischenzeit angesammelten Songs von BBC- und anderen Sessions (Turnaround, Been A Son, Stain u. a.). Soundtechnisch masterte Howie Weinberg diese Collage zu einem einheitlichen hochqualitativen Album auf radiotauglichem Nevermind-Niveau zusammen.

## Stil
Incesticide bildet einen Querschnitt der beiden zuvor veröffentlichten Alben. Stilistisch vereinen sich auf dem Album sperrige Songs wie Aero Zeppelin, Mexican Seafood oder Hairspray Queen, die in einem Atemzug mit den schwermütig melancholischen Bleach-Tracks genannt werden können. Weitere Stildurchmischungen ergeben sich beim aufgedrehten Polly (1991, Nevermind) als New-Wave-Version und den flotten und fröhlich-stimmenden Molly's Lips, Son Of A Gun oder Turnaround, letzteres eine textliche erweiterte Coverversion von Devo.

## Cover
Das Cover zeigt ein Ölgemälde von Kurt Cobain. Eine weiß-grau gefärbte Büste, deren Körper nur noch aus Knochen besteht, sitzt neben einer Mohnblume. An den rechten Arm klammert sich eine Porzellanpuppe, deren Stirn bereits entzwei ist. Cobain stimmte der Veröffentlichung des Albums nur unter der Bedingung zu, dass er volle Gestaltungsfreiheit bekommt. Dies wurde ihm  gewährt.

## Titelliste
1. Dive (1990; Smart Studio, Madison) – 3:55
2. Sliver (1990; Reciprocal Studios, Seattle) – 2:16
3. Stain (1989; Music Source Studio, Seattle) – 2:40
4. Been a Son (1991; BBC Studios, London („Mark Goodier Session“)) – 1:55
5. Turnaround (1990; Maida Vale Studios, London („John Peel Session“)) – 2:19
6. Molly’s Lips (1990; Maida Vale Studios, London („John Peel Session“)) – 1:54
7. Son of a Gun (1990; Maida Vale Studios, London („John Peel Session“)) – 2:48
8. (New Wave) Polly (1991; BBC Studios, London („Mark Goodier Session“)) – 1:47
9. Beeswax (1988; Reciprocal Studios, Seattle) – 2:50
10. Downer (1988; Reciprocal Studios, Seattle) – 1:43
11. Mexican Seafood (1988; Reciprocal Studios, Seattle) – 1:55
12. Hairspray Queen (1988; Reciprocal Studios, Seattle) – 4:13
13. Aero Zeppelin (1988; Reciprocal Studios, Seattle) – 4:41
14. Big Long Now (1989; Reciprocal Studios, Seattle) – 5:03
15. Aneurysm (BBC Studios, London („Mark Goodier Session“)) – 4:36

## Chartplatzierungen und Auszeichnungen
Incesticide stieg am 11. Januar 1993 auf Platz 93 in die deutschen Charts ein, erreichte drei Wochen später mit Rang 40 die Höchstposition und konnte sich insgesamt zwölf Wochen in den Top 100 halten. Am erfolgreichsten war das Album in Österreich, wo es Platz 10 belegte.
Incesticide erhielt im Jahr 1995 für mehr als eine Million verkaufte Einheiten in den Vereinigten Staaten eine Platin-Schallplatte. Die weltweiten Verkaufszahlen belaufen sich auf über 2,6 Millionen.

| Land/Region                  | Auszeichnungen für Musikverkäufe (Land/Region, Auszeichnung, Verkäufe) | Verkäufe  |
| ---------------------------- | ---------------------------------------------------------------------- | --------- |
| Australien (ARIA)            | Gold                                                                   | 35.000    |
| Frankreich (SNEP)            | Gold                                                                   | 100.000   |
| Kanada (MC)                  | 2× Platin                                                              | 200.000   |
| Neuseeland (RMNZ)            | Platin                                                                 | 15.000    |
| Vereinigte Staaten (RIAA)    | Platin                                                                 | 1.400.000 |
| Vereinigtes Königreich (BPI) | Platin                                                                 | 300.000   |
| Insgesamt                    | 2× Gold · 4× Platin ·                                                  | 2.050.000 |

Hauptartikel: Nirvana/Auszeichnungen für Musikverkäufe

## Video
Von dem Song Sliver wurde ein Videoclip produziert, der auf den Musikkanälen in großer Rotation lief. Das Video wurde im ehemaligen Elternhaus Cobains innerhalb eines Tages gedreht und in zwei Takes fertiggestellt. Es zeigt die Band in der verwüsteten Wohnung mit fettigen Haaren und angeschwollenen Tränensäcken. Die gleichnamige Single wurde hingegen nicht von dem Album ausgekoppelt, sondern schon 1990 bei Sub Pop veröffentlicht und war längst ausverkauft. Auf der B-Seite dieser Single befindet sich der Song Dive.